# Парамвір Чакра
Парамвір Чакра, також Парам Вір Чакра (гінді परमवीर चक्र, англ. Param Vir Chakra) — найвища військова нагорода Індії для нагородження військовослужбовців армії Індії за виявлення найвищого героїзму або самопожертви перед лицем ворога.

## Історія
Нагорода заснована президентом Індії 26 січня 1950 року, ретроактивно починаючи з 15 серпня 1947 року, і в даний час є другою, після «Бхарат Ратни», нагородою в країні й найвищою військовою нагородою (поправка до Статуту від 26 січня 1980 р.).
Дизайн медалі розробила дружина офіцера індійської армії місіс Савітрі Кханоланкар, уроджена Ева Юона Лінда Мадай-де-Марош (народилась від батька-угорця і матері-росіянки).

## Опис нагороди
Нагородний знак має вигляд кола діаметром 1 3⁄8 дюйма (3,5 см), виготовлений з бронзи.
На аверсі: у центрі, на випуклому колі зображення герба Індії. Довкола герба — чотири ваджри (священна зброя Індри).
На зворотному боці знаходяться опуклі слова «Парамвір Чакра» мовою гінді та англійською, написи розділені двома зображеннями квіток лотоса.

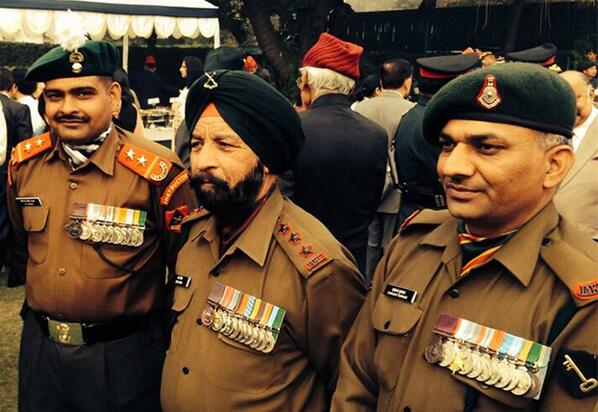
Троє кавалерів Парамвір Чакри.

Медаль кріпиться за допомогою шарніра і скоби до стрічки пурпурового кольору завдовжки 32 мм.

## Нагороджені
Хоча нагорода була заснована 1950 року, п'ятеро військовиків (з них троє — посмертно) отримали її ретроактивно, себто за подвиги, здійснені в минулому.
| №             | П. І. Б.                 | Військове звання         | Підрозділ                                              | Дата присвоєння нагороди | Місце подвигу                                 | Примітки  | Примітки |
| ------------- | ------------------------ | ------------------------ | ------------------------------------------------------ | ------------------------ | --------------------------------------------- | --------- | -------- |
| 1. IC- 521    | Сомнатх Шарма            | майор                    | 4-й батальйон, Кумаонський полк                        | 3 листопада 1947         | Бадгам, Кашмір                                | посмертно |          |
| 2. IC-22356   | Карам Сингх              | молодший наїк            | 1-й батальйон, Сикхський полк                          | 13 жовтня 1948           | Титхвал, Кашмір                               |           |          |
| 3. SS-14246   | Рама Раджоба Ране        | молодший лейтенант       | Бомбейська інженерна група, Інженерний корпус          | 8 квітня 1948            | Наушера, Кашмір                               |           |          |
| 4. 27373      | Джаду Натх Сингх         | наїк                     | 1-й батальйон, Раджпутський полк                       | лютий 1948               | Наушера, Кашмір                               | посмертно |          |
| 5. 2831592    | Піру Сингх Шекхават      | старший ротний хавільдар | 6-й батальйон, Раджпутанські стрільці                  | 17-18 липня 1948         | Титхвал, Кашмір                               | посмертно |          |
| 6. IC-8497    | Ґурбахан Сингх Саларія   | капітан                  | 3-й батальйон, 1-й Гуркхський стрілецький полк         | 5 грудня 1961            | Елізабетвіль, Катанга, Конго                  | посмертно |          |
| 7. IC-7990    | Дхан Сингх Тхапа         | майор                    | 1-й батальйон, 8-й Гуркхський стрілецький полк         | 20 жовтня 1962           | Ладакх, Джамму і Кашмір                       |           |          |
| 8. JC-4547    | Джогіндер Сингх          | субедар                  | 1-й батальйон, Сикхський полк                          | 23 жовтня 1962           | Тонгпен Ла, Агенція Північно-Східного кордону | посмертно |          |
| 9.            | Шайтан Сингх             | майор                    | 13-й батальйон, Кумаонський полк                       | 18 листопада 1962        | Резанґ Ла, Джамму і Кашмір                    | посмертно |          |
| 10. 2639885   | Абдул Гамід              | старший ротний хавільдар | 4-й батальйон, Гренадерський полк                      | 10 вересня 1965          | Кхем Каран, Пакистан                          | посмертно |          |
| 11. IC-5565   | Ардешир Тарапоре         | підполковник             | Пунський кавалерійський полк                           | 15 жовтня 1965           | Філлора, Сіалкот, Пакистан                    | посмертно |          |
| 12. 4239746   | Альберт Екка             | молодший наїк            | 14-й батальйон Гвардійська бригада                     | 3 грудня 1971            | о. Саґар                                      | посмертно |          |
| 13. 10877 (P) | Нірмал Джит Сингх Секхон | пілот-офіцер             | 18-а авіаційна ескадрилья, ВПС Індії                   | 14 грудня 1971           | Срінагар, Джамму і Кашмір                     | посмертно |          |
| 14. IC-25067  | Арун Кхетапал            | молодший лейтенант       | Пунський кавалерійський полк                           | 16 грудня 1971           | Джарпал, Пакистан                             | посмертно |          |
| 15. IC-14608  | Гошиєр Сингх             | майор                    | 3-й батальйон, Гренадерський полк                      | 17 грудня 1971           | Басантар, Пакистан                            |           |          |
| 16. JC-155825 | Бана Сингх               | наїб субедар             | 8-й батальйон, Джамму і Кашмірський легкопіхотний полк | 23 червня 1987           | льодовик Сіачен, Джамму і Кашмір              |           |          |
| 17. IC-32907  | Рамасвамі Пармешваран    | майор                    | 8-й батальйон, Магарський полк                         | 25 листопада 1987        | Шри-Ланка                                     | посмертно |          |
| 18. IC-57556  | Вікрам Батра             | капітан                  | 13-й батальйон, Джамму і Кашмірський стрілецький полк  | 6 липня 1999             | Каргіл, Джамму і Кашмір                       | посмертно |          |
| 19. IC-56959  | Манодж Кумар Пандей      | лейтенант                | 1-й батальйон, 11-й Гуркхський стрілецький полк        | 3 липня 1999             | Каргіл, Джамму і Кашмір                       | посмертно |          |
| 20. 2690572   | Йогендра Сингх Ядав      | солдат                   | 18-й батальйон, Гренадерський полк                     | 4 липня 1999             | Тайгер Гілл, Каргіл, Джамму і Кашмір          |           |          |
| 21. 13760533  | Сенджай Кумар            | солдат                   | 13-й батальйон, Джамму і Кашмірський стрілецький полк  | 5 липня 1999             | Каргіл, Джамму і Кашмір                       |           |          |